# 劳拉·特拉茨
劳拉·让·皮埃尔·特拉茨（1998年12月13日—），保加利亚艺术体操运动员，2019年欧洲运动会集体全能、5人球操银牌得主和3人圈操+2人棒操铜牌得主、2020年夏季奥运会集体全能金牌得主。